# Humedal Poza de la Arenilla
La Poza de la Arenilla es un humedal artificial, ubicado en la parte sur del distrito de la Punta, Callao en Perú. Cuenta con aproximadamente 18,2 ha. Dicho humedal está formado como consecuencia de la construcción de dos rompeolas para la defensa de la orilla dando lugar a la formación de un remanso de agua y se fue poblando de organismos acuáticos adquiriendo características de un humedal típico.
Ha sido declarada zona reservada de protección municipal para prevenir la depredación ictiológica y preservar la integridad de aves migratorias que alberga, entre las aves marinas destacan los órdenes : Procellariiforme,Accipitriforme y Charadriiforme, mientras que en las aves limícolas destacan las familias: Charadriidae y Scolopacidae. Dicho humedal se ha convertido en un sitio importante para la observación de aves, deportes acuáticos y para la difusión e instrucción de educación ambiental en ecosistemas costeros.

## Situación ambiental
El humedal la Poza de Arenilla se encuentra conservado. No obstante, presenta impactos y amenazas que deben ser tomadas en cuenta, debido a que son originadas por un manejo inadecuado y falta de planificación en las actividades que se efectúan dentro y fuera de él, tanto por parte de los lugareños como de los visitantes.Diversos estudios e inventarios realizados por IMARPE y otros han evidenciado el grado de deterioro que la califica como área severamente crítica de contaminación. 

## Conservación
Hay varias iniciativas en marcha para proteger La Arenilla, que incluyen programas de educación ambiental, proyectos de restauración de hábitats y esfuerzos de limpieza. Estas iniciativas son llevadas a cabo por una combinación de organizaciones no gubernamentales, entidades gubernamentales y voluntarios locales.
Educación y Sensibilización: La educación es una herramienta clave en los esfuerzos de conservación. Se realizan talleres y actividades educativas para informar a los visitantes y a la comunidad local sobre la importancia de los humedales y cómo pueden contribuir a su preservación. Estos programas suelen estar dirigidos a escuelas y grupos comunitarios, pero también están abiertos al público en general.
Participación Comunitaria: La participación de la comunidad es esencial para el éxito de los esfuerzos de conservación. Los residentes locales están involucrados en las actividades de monitoreo y limpieza, por ello su apoyo es crucial para mantener las normas de conservación. Además, se fomentan actividades como el ecoturismo, que promueven la conservación mientras generan ingresos para la comunidad local.